# راي غولنغ
راي غولنغ (بالإنجليزية: Ray Goulding)‏ هو مقدم برامج إذاعية وممثل أمريكي، ولد في 20 مارس 1922 في لوويل في الولايات المتحدة، وتوفي في 24 مارس 1990 في مانهاست في الولايات المتحدة بسبب قصور كلوي.

## وصلات خارجية
- راي غولنغ على موقع IMDb (الإنجليزية)
- راي غولنغ على موقع الموسوعة البريطانية (الإنجليزية)
- راي غولنغ على موقع ميوزك برينز (الإنجليزية)
- راي غولنغ على موقع قاعدة بيانات برودواي على الإنترنت (الإنجليزية)
- راي غولنغ على موقع إن إن دي بي (الإنجليزية)
- راي غولنغ على موقع قاعدة بيانات الفيلم (الإنجليزية)